# Annales fragmentaires d'Irlande
Pour les articles homonymes, voir Annales (homonymie).
Les Annales fragmentaires d'Irlande proviennent d'une combinaison de chroniques en moyen irlandais tirées d'annales irlandaises, et de récits historiques. Elles furent compilées dans le royaume d'Osfraige, probablement pendant le règne de Donnchad mac Gilla Pátraic (mort en 1039), roi d'Osraige et roi de Leinster.
Ces annales nous sont parvenues en un seul exemplaire, copié en 1643 par Dubhaltach Mac Fhirbhisigh depuis un manuscrit original perdu du XVe siècle, écrit par Giolla na Naomh Mac Aodhagáin (mort vers 1443). Le manuscrit de Mac Fhirbhisigh est incomplet, comprenant cinq fragments commençant en 573 et se finissant en 914. Le manuscrit est actuellement détenu par la Bibliothèque royale de Belgique. Ces annales font partie de l'hypothèse synoptique gaélique, qui a conjecturé l'existence des Chroniques d'Irlande.
Deux éditions modernes des Annales fragmentaires ont été publiées :
- John O'Donovan (éditeur & traducteur) Annals of Ireland: three fragments. (Dublin, 1860) ;
- Joan N. Radner (éditeur & traducteur) Fragmentary annals of Ireland (Dublin, 1978).

## Source
- (en) Cet article est partiellement ou en totalité issu de l’article de Wikipédia en anglais intitulé « Fragmentary Annals of Ireland » (voir la liste des auteurs), édition du 20 mars 2008.